# Europese kampioenschappen veldrijden 2016
De Europese kampioenschappen veldrijden 2016 waren de 14de editie van de Europese kampioenschappen veldrijden georganiseerd door de UEC. Het kampioenschap vond plaats op zaterdag 29 en zondag 30 oktober 2016 in het Franse Pontchâteau.
Het kampioenschap bestond uit de volgende categorieën:
| • Mannen elite (23 jaar en ouder)   | 0000 1994 en ouder |
| • Mannen beloften (19 t/m 22 jaar)  | 0000 1995 - 1998   |
| • Jongens junioren (17 t/m 18 jaar) | 0000 1999 - 2000   |
|                                     |                    |
| • Vrouwen elite (23 jaar en ouder)  | 0000 1994 en ouder |
| • Vrouwen beloften (17 t/m 22 jaar) | 0000 1995 - 2000   |

## Programma
Alle tijden zijn lokaal (UTC+1).
| Datum                    | Tijd  | Categorie        |
| ------------------------ | ----- | ---------------- |
| Zaterdag 29 oktober 2016 | 14:00 | Vrouwen beloften |
| Zaterdag 29 oktober 2016 | 15:15 | Mannen beloften  |
| Zondag 30 oktober 2016   | 11:00 | Jongens junioren |
| Zondag 30 oktober 2016   | 13:45 | Vrouwen elite    |
| Zondag 30 oktober 2016   | 15:00 | Mannen elite     |

## Belgische en Nederlandse selectie

### België
- Mannen elite − Wout van Aert, Jens Adams, Laurens Sweeck, Michaël Vanthourenhout, Kevin Pauwels, Toon Aerts, Wietse Bosmans en Tim Merlier
- Vrouwen elite − Sanne Cant, Jolien Verschueren, Ellen Van Loy en Alicia Franck
- Mannen beloften − Thomas Joseph, Nicolas Cleppe, Quinten Hermans, Yannick Peeters, Eli Iserbyt en Thijs Aerts
- Vrouwen beloften − Laura Verdonschot
- Jongens junioren − Jelle Camps, Pieter-Jan Vliegen, Timo Kielich, Toon Vandebosch, Yentl Bekaert en Andreas Goeman[1]

Bondscoach: Rudy De Bie

### Nederland
- Mannen elite − Mathieu van der Poel, Lars van der Haar, Thijs van Amerongen, Twan van den Brand, Stan Godrie, Corné van Kessel en David van der Poel
- Vrouwen elite − Thalita de Jong, Sophie de Boer, Lucinda Brand en Maud Kaptheijns[2]
- Mannen beloften − Joris Nieuwenhuis, Gosse van der Meer, Maik van der Heijden, Sieben Wouters, Jens Dekker en Kelvin Bakx
- Vrouwen beloften − Inge van der Heijden, Ceylin del Carmen Alvarado, Annemarie Worst, Manon Bakker en Yara Kastelijn
- Jongens junioren − Thymen Arensman, Kyle Achterberg, Bart Hazekamp, Bart Artz, Perry Frijters en Mees Hendrikx[3]

Bondscoach: Gerben de Knegt

## Medailleoverzicht
| Categorie        | Goud            | Goud     | Zilver               | Zilver | Brons              | Brons  |
| Mannen           | Mannen          | Mannen   | Mannen               | Mannen | Mannen             | Mannen |
| ---------------- | --------------- | -------- | -------------------- | ------ | ------------------ | ------ |
| Mannen elite     | Toon Aerts      | 1u04'16" | Mathieu van der Poel | + 45"  | Wout van Aert      | z.t.   |
| Mannen beloften  | Quinten Hermans | 54'46"   | Joris Nieuwenhuis    | z.t.   | Sieben Wouters     | z.t.   |
| Jongens junioren | Tom Pidcock     | 44'03"   | Nicolas Guillemin    | + 14"  | Timo Kielich       | + 22"  |
| Vrouwen          |                 |          |                      |        |                    |        |
| Vrouwen elite    | Thalita de Jong | 43'17"   | Lucinda Brand        | + 17"  | Caroline Mani      | z.t.   |
| Vrouwen beloften | Chiara Teocchi  | 44'43"   | Hélène Clauzel       | + 11"  | Jana Czeczinkarová | + 39"  |

## Resultaten

### Mannen elite
| Plaats                  | Naam                 | Tijd     |
| ----------------------- | -------------------- | -------- |
| Europeese kampioenstrui | Toon Aerts           | 1u04'16" |
| Zilver                  | Mathieu van der Poel | + 45"    |
| Brons                   | Wout van Aert        | z.t.     |
| 4                       | Clément Venturini    | z.t.     |
| 5                       | Jens Adams           | z.t.     |
| 6                       | Kevin Pauwels        | z.t.     |
| 7                       | Lars van der Haar    | + 49"    |
| 8                       | Marcel Wildhaber     | + 55"    |
| 9                       | Steve Chainel        | + 1'05"  |
| 10                      | Corné van Kessel     | + 1'09"  |

### Vrouwen elite
| Plaats                  | Naam                | Tijd    |
| ----------------------- | ------------------- | ------- |
| Europeese kampioenstrui | Thalita de Jong     | 43'17"  |
| Zilver                  | Lucinda Brand       | + 17"   |
| Brons                   | Caroline Mani       | z.t.    |
| 4                       | Jolien Verschueren  | + 22"   |
| 5                       | Alice Maria Arzuffi | + 30"   |
| 6                       | Sanne Cant          | + 48"   |
| 7                       | Pavla Havlíková     | + 1'00" |
| 8                       | Sophie de Boer      | + 1'03" |
| 9                       | Ellen Van Loy       | + 1'18" |
| 10                      | Perrine Clauzel     | + 1'22" |

### Mannen beloften
| Plaats                  | Naam              | Tijd   |
| ----------------------- | ----------------- | ------ |
| Europeese kampioenstrui | Quinten Hermans   | 54'46" |
| Zilver                  | Joris Nieuwenhuis | z.t.   |
| Brons                   | Sieben Wouters    | z.t.   |
| 4                       | Clément Russo     | z.t.   |
| 5                       | Thomas Bonnet     | z.t.   |
| 6                       | Gioele Bertolini  | + 5"   |
| 7                       | Eddy Fine         | z.t.   |
| 8                       | Lucas Dubau       | z.t.   |
| 9                       | Thijs Aerts       | + 13"  |
| 10                      | Eli Iserbyt       | + 19"  |

### Vrouwen beloften
| Plaats                  | Naam                 | Tijd    |
| ----------------------- | -------------------- | ------- |
| Europeese kampioenstrui | Chiara Teocchi       | 44'43"  |
| Zilver                  | Hélène Clauzel       | + 11"   |
| Brons                   | Jana Czeczinkarová   | + 39"   |
| 4                       | Sara Casasola        | z.t.    |
| 5                       | Inge van der Heijden | + 49"   |
| 6                       | Nicole Koller        | z.t.    |
| 7                       | Laura Verdonschot    | z.t.    |
| 8                       | Lara Krähemann       | z.t.    |
| 9                       | Ida Jansson          | z.t.    |
| 10                      | Manon Bakker         | + 1'04" |

### Jongens junioren
| Plaats                  | Naam              | Tijd    |
| ----------------------- | ----------------- | ------- |
| Europeese kampioenstrui | Tom Pidcock       | 44'03"  |
| Zilver                  | Nicolas Guillemin | + 14"   |
| Brons                   | Timo Kielich      | + 22"   |
| 4                       | Antoine Benoist   | + 35"   |
| 5                       | Antoine Raugel    | + 48"   |
| 6                       | Maxime Bonsergent | + 1'07" |
| 7                       | Ben Turner        | z.t.    |
| 8                       | Jeremy Montauban  | z.t.    |
| 9                       | Andreas Goeman    | z.t.    |
| 10                      | Erwann Kerraud    | + 1'11" |

## Medaillespiegel
| Plaats | Land                | Goud | Zilver | Brons | Totaal |
| 1      | België              | 2    | 0      | 2     | 4      |
| 2      | Nederland           | 1    | 3      | 1     | 5      |
| 3      | Italië              | 1    | 0      | 0     | 1      |
| 3      | Verenigd Koninkrijk | 1    | 0      | 0     | 1      |
| 5      | Frankrijk           | 0    | 2      | 1     | 3      |
| 6      | Tsjechië            | 0    | 0      | 1     | 1      |
| Totaal | Totaal              | 5    | 5      | 5     | 15     |

## Reglementen

### Landenquota
Nationale federaties mochten per categorie het volgende aantal deelnemers inschrijven:
- 8 rijders + 4 reserve rijders

Daarnaast ontvingen de uittredend Europese kampioenen een persoonlijke startplaats, mits zij nog startgerechtigd waren in de betreffende categorie.

### Prijzengeld
In onderstaande tabel vindt u de verdeling van het prijzengeld per categorie:
| Pos.   | Mannen elite | Vrouwen elite | Mannen U23 | Vrouwen U23 | Jongens junioren |
| ------ | ------------ | ------------- | ---------- | ----------- | ---------------- |
| 1.     | € 1.400      | € 1.400       | € 700      | € 700       | € 350            |
| 2.     | € 800        | € 800         | € 400      | € 400       | € 200            |
| 3.     | € 600        | € 600         | € 300      | € 300       | € 150            |
| Totaal | € 2.800      | € 2.800       | € 1.400    | € 1.400     | € 700            |

## Uitzendschema
| Land       | Zender                                   | Datum             | Tijd                | Categorie                                |
| ---------- | ---------------------------------------- | ----------------- | ------------------- | ---------------------------------------- |
| Europa     | Eurosport 2                              | Zondag 30 oktober | 15:00 - 16:00       | Mannen elite (live)                      |
| België     | Eén                                      | Zondag 30 oktober |                     | Vrouwen elite (live)                     |
| België     | Eén                                      | Zondag 30 oktober | Mannen elite (live) |                                          |
| Denemarken | TV 2 Play (digitaal platform) TV 2 Sport | Zondag 30 oktober |                     | (Live) (Uitgesteld)                      |
| Frankrijk  | France 3                                 | Zondag 30 oktober | 13:35 - 16:10       | Vrouwen elite (live) Mannen elite (live) |
| Frankrijk  | Eurosport 1                              | Zondag 30 oktober | 13:45 - 14:30       | Vrouwen elite (live)                     |